# Tajemství Evermooru
Tajemství Evermooru (v anglickém originále The Evermoor Chronicles) je britský televizní seriál stanice Disney Channel. Jeho první pilotní díl (ze čtyř) měl premiéru 10. října 2014, úvodní díly první řady byl odvysílán 9. listopadu 2015. Příběh vypráví o Američance Taře Crosslyové, která se svou rodinou se přestěhuje do anglické vesnice Evermoor.

## Obsazení
| Rozdělení      | Jméno              | Příjmení           | Herec           |
| -------------- | ------------------ | ------------------ | --------------- |
| Hlavní postavy | Tara               | Crossleyová        | Naomi Sequeira  |
| Hlavní postavy | Sebastian          | Crossley           | George Sear     |
| Hlavní postavy | Cameron            | Marsh              | Finney Cassidy  |
| Hlavní postavy | Sorshe             | Doylová            | Jordan Loughran |
| Hlavní postavy | Otto               | Otto               | Sammy Moore     |
| Hlavní postavy | Esmeralda          | Dwyer              | Sharon Morgan   |
| Hlavní postavy | Brigit (teta Tary) | Brigit (teta Tary) | Georgie Glen    |
| Hlavní postavy | Bella              | Bailey             | Georgia Lock    |

## Vysílání
| Řada | Díly | Premiéra v USA    | Premiéra v USA    | Premiéra v ČR   | Premiéra v ČR   |
| Řada | Díly | První díl         | Poslední díl      | První díl       | Poslední díl    |
| ---- | ---- | ----------------- | ----------------- | --------------- | --------------- |
| 0    | 4    | 10. října 2014    | 31. října 2014    | 27. dubna 2015  | 30. dubna 2015  |
| 1    | 20   | 9. listopadu 2015 | 28. března 2016   | 18. dubna 2016  | 19. května 2016 |
| 2    | 12   | 8. května 2017    | 24. července 2017 | 29. května 2017 | 13. června 2017 |